# فيليب روبرتسون
فيليب روبرتسون (بالإنجليزية: Philip Robertson)‏ هو كيميائي نيوزيلندي، ولد في 22 سبتمبر 1884، وتوفي في 7 مايو 1969.